# Hoffnungskirche (Heidelberg)

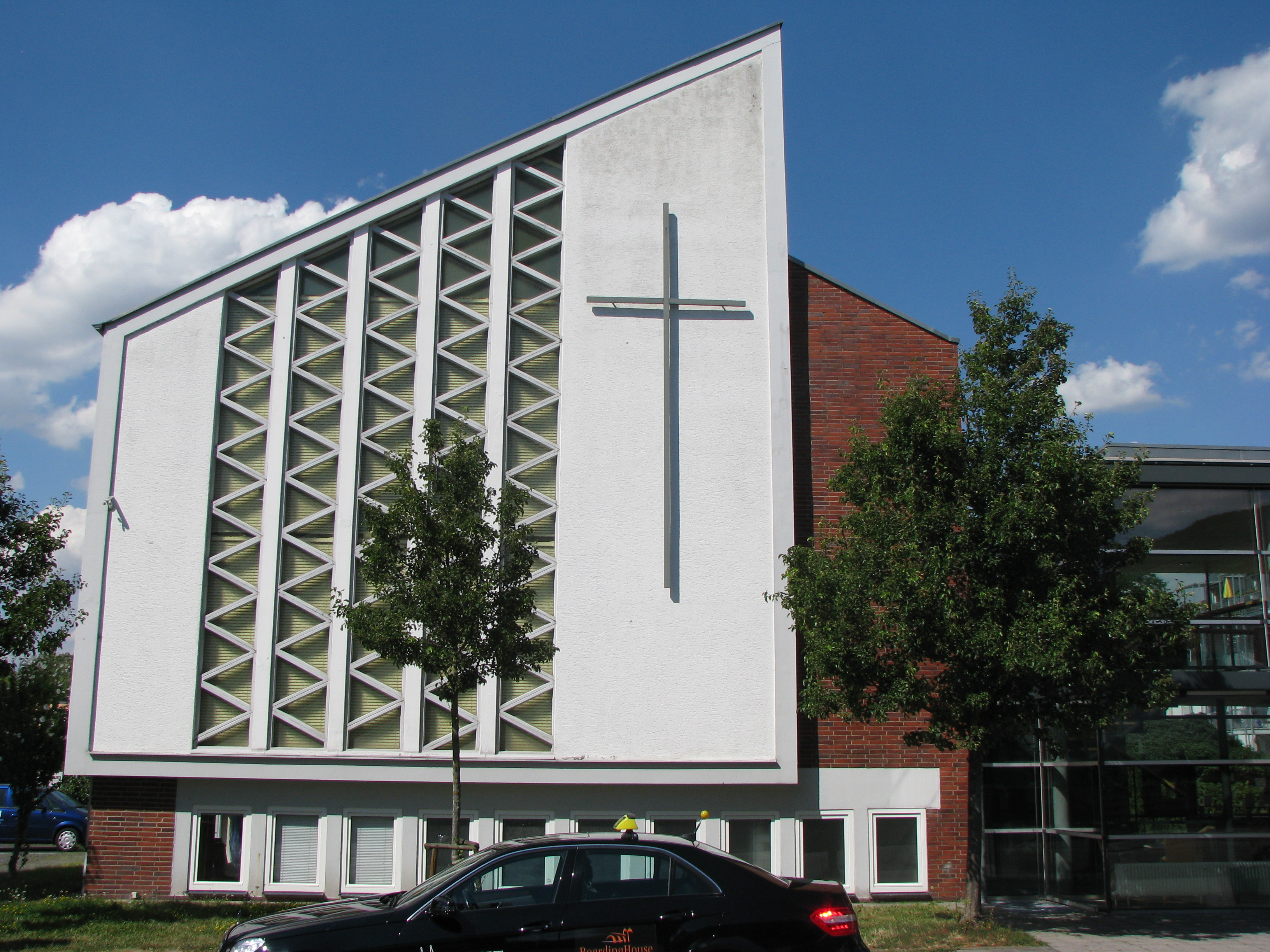
Hoffnungskirche in Heidelberg

Die Hoffnungskirche in Heidelberg ist eine Kirche der Baptisten und wurde 1963 erbaut. Ihren Namen trägt sie seit 1988. Die Gemeinde wurde anfänglich noch von Mannheim aus betreut und wurde 1968 selbstständig. Zur Gemeinde zählen auch die Filialen in Allemühl, Mauer und Moosbrunn.

## Geschichte
Die Gemeinde hat ihre Ursprünge in der Friedensbotenmission der 1930er Jahre. Ein erster Missionswagen stand 1936 in Heidelberg, erreichte aber keine große Resonanz. Erst nach dem Zweiten Weltkrieg, als mit den Vertriebenen und Flüchtlingen auch zahlreiche Baptisten nach Heidelberg gekommen waren, fand in Heidelberg eine von der Mannheimer Baptistengemeinde geleitete Gemeindearbeit statt. Ab 1954 wirkten zwei Vollzeitprediger in gemieteten Räumen. 1963 konnte ein eigenes Gemeindehaus, die heutige Hoffnungskirche, eingeweiht werden, dessen Finanzierung vor allem die große und seit längerer Zeit bestehende Gemeinde in Mauer sowie Spender aus den USA geleistet hatten. Als Bauplatz war ursprünglich ein Grundstück am Philosophenweg vorgesehen, das die Gemeinde dann jedoch gegen einen Bauplatz in der Heidelberger Südstadt getauscht hat. Bald darauf wurde ein dritter Vollzeitprediger eingestellt und entwickelte sich Heidelberg zum Zentrum der baptistischen Missionsarbeit an der Bergstraße. 1968 wurde Heidelberg zur selbstständigen Baptistengemeinde, von der aus auch die zum Teil älteren und traditionsreicheren Gemeinden in Allemühl, Mauer und Moosbrunn mitbetreut werden. 1988 erhielt die Kirche ihren heutigen Namen Hoffnungskirche. Im Jahr 2001 wurde die Kirche um einen modernen kubischen Anbau mit verglaster Front zur Feuerbachstraße hin ergänzt.

## Beschreibung
Die Hoffnungskirche ist ein rechteckiger Bau mit Satteldach. Der Südgiebel zur Feuerbachstraße ist durch ein aufragendes polygonales Element gegliedert, dessen die gesamte Höhe durchziehenden vertikalen Lichtöffnungen mit den hohen Fensteröffnungen der Traufseite korrespondieren und das Kircheninnere beleuchten. Ebenfalls am Giebelelement prangt ein großes schlichtes Kreuz. Der nach oben verlängerte Giebel verbirgt außerdem einen kleinen Dachreiter. Im Inneren ist an der südlichen Giebelseite eine Empore eingezogen. Vor dem Altar befindet sich ein in den Boden eingelassenes Taufbecken. Der Erweiterungsbau von 2001 wurde an die östliche Traufseite der Kirche angebaut und ist ein schlichter kubischer Bau mit Flachdach und Glasfassade zur Straße hin.